# Nathan
Nathan in ein männlicher Vorname.

## Herkunft und Bedeutung
Der Name Nathan, hebräisch נָתָן nātān, stammt vom Verb נתן natan "geben, aufsetzen, machen", substantiviert „Gabe, Geschenk“. Varianten mit theophorem Element sind Netanjahu und Nathanael.

## Verbreitung

### International
Nathan gehört in Israel zu den beliebtesten Jungennamen. Im Jahr 2019 belegte er Rang 49 der Hitlisten.
Im englischsprachigen Raum kam Nathan erst nach der Reformation als christlicher Name in Gebrauch. In den USA war er lange Zeit mäßig beliebt. Mit den 1970er Jahren begann sein Aufstieg in den Vornamenscharts. Relativ schnell gehörte der Name dort zu den beliebtesten Jungennamen. Im Vereinigten Königreich zählte der Name in den 1990er Jahren zu den beliebtesten Jungennamen. Seitdem wird er immer seltener vergeben. Lediglich in Schottland ist er nach wie vor sehr beliebt. Zwar sank die Popularität des Namens in Irland zuletzt, jedoch zählt der Name dort immer noch zu den beliebtesten Jungennamen. In Australien und Neuseeland war der Name vor allem Mitte der 1970er bis Ende der 1990er Jahre sehr beliebt.
In Belgien hat sich Nathan seit der Mitte der 1990er Jahre unter den beliebtesten Vornamen etabliert. Im Jahr 2007 schaffte er es an die Spitze der Vornamenscharts. Auch heute gehört der Name zur Top 20 der Hitlisten (Stand 2020). Ein ähnliches Bild zeigt sich in Frankreich.
Auch in Italien und der Schweiz ist der Name beliebt.

### Deutschland
In Deutschland wuchs die Popularität des Namens in den vergangenen Jahren, jedoch wird er nach wie vor nicht besonders häufig vergeben. Im Jahr 2021 belegte er Rang 158 der Hitlisten. Dabei wird fast ausschließlich die Schreibweise Nathan gewählt.

## Varianten
- Deutsch: Natan, Etni, Etnan
- Englisch
  - Diminutiv: Nat, Nate
- Griechisch: Ναθάν Nathán
- Hebräisch: נָתָן nātān, אֶתְנִי ʾætnî, אֶתְנַן ʾætnan
  - Jiddisch: נתן Nosson
- Polnisch: Natan
- Portugiesisch: Natan, Natã
- Spanisch: Neizan

Darüber hinaus kann Nathan eine Kurzform der Namen Jonathan, Netanja, Nathanael oder Elnatan sein.

## Namenstag
Der Namenstag von Nathan wird nach dem Propheten am 24. Oktober gefeiert.

## Bekannte Namensträger
- Natan (Prophet), biblischer Prophet, der König David seinen Ehebruch vorwarf (2. Samuel 12)
- Natan (Sohn Davids), einer der Söhne des Königs David und nach dem Lukasevangelium Vorfahre Jesu von Nazareth
- Natan der Babylonier,  jüdischer Gelehrter des Altertums

### Vorname

#### Natan
- Natan (* 1991), brasilianischer Fußballspieler, siehe Mairon Natan Pereira Maciel Oliveira
- Natan Issajewitsch Altman (1889–1970), sowjetischer Maler
- Natan Andrei (* um 1953), US-amerikanischer Physiker
- Natan Bernardo de Souza (* 2001), brasilianischer Fußballspieler
- Natan Darty (1920–2010), französischer Unternehmer
- Natan Jurkovitz (* 1995), schweizerisch-französischer Basketballspieler
- Natan Peled (1913–1992), israelischer Politiker
- Natan Rachlin (1906–1979), ukrainisch-jüdischer Dirigent
- Natan Rybak (1913–1978), ukrainisch-sowjetischer Dichter und sozialistisch-realistischer Schriftsteller
- Natan Scharanski (* 1948), israelischer, zionistischer und antikommunistischer Politiker und Autor
- Natan Sznaider (* 1954), israelischer Soziologe
- Natan Valmin (1898–1967), schwedischer Klassischer Archäologe
- Natan Węgrzycki-Szymczyk (* 1995), polnischer Ruderer
- Natan Zach (1930–2020), israelischer Lyriker

#### Nathan
- Nathan (* 1996), brasilianischer Fußballspieler
- Nathan Abshire (1913–1981), US-amerikanischer Akkordeonspieler
- Nathan Ackerman (1908–1971), US-amerikanischer Psychiater, Psychoanalytiker und Hochschullehrer
- Nathan Adler (1741–1800), deutscher Kabbalist und Rabbiner
- Nathan Adrian (* 1988), US-amerikanischer Freistilschwimmer
- Nathan Aké (* 1995), niederländischer Fußballspieler
- Nathan Alterman (1910–1970), israelischer Schriftsteller und Zionist
- Nathan Appleton (1779–1861), US-amerikanischer Politiker
- Nathan Asch (1902–1964), polnisch-US-amerikanischer Schriftsteller
- Nathan Beauregard (1887/1896–1970), US-amerikanischer Blues-Gitarrist und Sänger
- Nathan Birnbaum (1864–1937), jüdischer Schriftsteller und Zionist
- Nathan Birnbaum, bekannt als George Burns (1896–1996), US-amerikanischer Komiker
- Nathan Bonx, bekannt als Nat Bonx (1900–1950), US-amerikanischer Songwriter und Liedtexter
- Nathan von Brazlaw (1780–1844), Rabbi, Führer der „Brazlawer Chassidim“
- Nathan T. Carr (1833–1885), US-amerikanischer Politiker
- Nathan Cardoso (* 1995), brasilianisch-italienischer Fußballspieler
- Nathan Chen (* 1999), US-amerikanischer Eiskunstläufer
- Nathan Clifford (1803–1881), US-amerikanischer Jurist, Diplomat, Politiker, Justizminister (Attorney General) und Richter
- Nathan Cole (1825–1904), US-amerikanischer Politiker
- Nathan Deal (* 1942), US-amerikanischer Politiker
- Nathan Evans (1804–1879), US-amerikanischer Politiker
- Nathan Evans (* 1994), schottischer Sänger
- Nathan Ferguson (* 2000), englischer Fußballspieler
- Nathan Fillion (* 1971), kanadischer Schauspieler
- Nathan Bedford Forrest (1821–1877), US-amerikanischer General der Konföderierten und Gründer des Ku-Klux-Klan
- Nathan Frank (1852–1931), US-amerikanischer Politiker
- Nathan Gaither (1788–1862), US-amerikanischer Politiker
- Nathan Gamble (* 1989/90), US-amerikanischer Pokerspieler
- Nathan Gamble (* 1998), US-amerikanischer Schauspieler
- Nathan von Gaza (Nathan Benjamin ben Elisha ha-Levi Ghazzati; 1643–1680), Religionsphilosoph
- Nathan Haas (* 1989), australischer Straßenradrennfahrer
- Nathan Hale (1755–1776), US-amerikanischer Spion
- Nathan W. Hale (1860–1941), US-amerikanischer Politiker
- Nathan Horton (* 1985), kanadischer Eishockeyspieler
- Nathan Isgur (1947–2001), kanadisch-US-amerikanischer theoretischer Physiker
- Nathan ben Jechiel (≈1020–1106), italienischer Gelehrter und Lexikograf
- Nathan Kress (* 1992), US-amerikanischer Schauspieler
- Nathan Lane (* 1956), US-amerikanischer Schauspieler
- Nathan Löwenstein von Opoka (1859–1929), österreichisch-polnischer Rechtsanwalt und Politiker
- Nathan Mayer Rothschild (1777–1836), Bankier und Begründer des englischen Zweigs der Familie Rothschild
- Nathan Mayer Rothschild, 1. Baron Rothschild (1840–1915), britischer Politiker und Bankier
- Nathan Netter (1866–1959), französischer Oberrabbiner in Metz
- Nathan Oystrick (* 1982), kanadischer Eishockeyspieler
- Nathan Pedreira, bekannt als Nate57 (* 1990), deutscher Rapper
- Nathan Porges (1848–1924), österreichisch-deutscher Rabbiner
- Nathan Read (1759–1849), US-amerikanischer Politiker
- Nathan Scherr (1923–2003), US-amerikanischer Bauunternehmer, Fußballfunktionär und Rennpferdbesitzer
- Nathan Söderblom (1866–1931), schwedischer Theologe und Geistlicher, Erzbischof von Uppsala
- Nathan Stubblefield (1860–1928), US-amerikanischer Farmer und Erfinder
- Nathan Sykes (* 1993), englischer Sänger
- Nathan Tella (* 1999), englischer Fußballspieler
- Nathan Tyson (* 1982), englischer Fußballspieler
- Nathan Wang (* 1956), US-amerikanischer Komponist
- Nathan Wicht (* 2004), Schweizer Fußballspieler
- Nathan Yellin-Mor (1913–1980), russisch-israelisches führendes Mitglied der Untergrundorganisation Lechi, später Pazifist
- Nathan Zuntz (1847–1920), deutscher Physiologe

### Familienname
- Abie Nathan (1927–2008), israelischer Pilot und Friedensaktivist
- Alex Natan (eigentlich Heinz Alex Nathan; 1906–1971), deutscher Journalist, Schriftsteller und Leichtathlet
- Alfred Nathan (Philanthrop) (1870–1922), deutscher Rechtsanwalt und Philanthrop
- Alfred Nathan, Geburtsname von Peter Pan (Kabarettist) (1909–1976), deutscher Kabarettist
- Alfred Nathan (Produzent), deutscher Filmproduzent
- Arturo Nathan (1891–1944), italienischer Maler
- Asher Ben-Natan (1921–2014), israelischer Diplomat
- Bernard Natan (1886–1942), französischer Regisseur
- Carl Nathan (1891–1980), deutsch-schweizerischer Bankier und Uhrensammler
- Carl F. Nathan (* 1946), US-amerikanischer Mediziner, Mikrobiologe und Immunologe
- David Nathan (* 1971), deutscher Synchronsprecher und Schauspieler
- David G. Nathan (* 1929), US-amerikanischer Kinderonkologe und -hämatologe
- Debbie Nathan (* 1950), US-amerikanische Journalistin und Autorin
- Dror Bar-Natan (* 1966), israelisch-US-amerikanischer Mathematiker
- Eden Natan-Zada (1986–2005), israelischer Attentäter
- Ernesto Nathan (1845–1921), italienischer Politiker
- Ernst Nathan (Mediziner) (1889–1981), deutscher Dermatologe und Venerologe
- Ernst Nathan (Fotograf) (1898–1974), deutschamerikanischer Fotograf
- Fritz Nathan (Architekt) (1891–1960), deutscher Architekt
- Fritz Nathan (Kunsthändler) (1895–1972), deutsch-schweizerischer Galerist und Kunsthändler
- George Jean Nathan (1882–1958), US-amerikanischer Theaterkritiker, Schriftsteller und Redakteur
- Hans Nathan (Jurist) (1900–1971), deutscher Jurist und Ehrenbürger von Görlitz
- Hans Nathan (Musikwissenschaftler) (1910–1989), US-amerikanischer Musikwissenschaftler
- Harry Nathan, 1. Baron Nathan (1889–1963), britischer Politiker (Liberal Party, Labour Party)
- Helene Nathan (1885–1940), deutsche Bibliothekarin
- Henry Nathan (1862–1932), deutscher Bankier
- Isaac Nathan († 1864), jüdischer Komponist, Musikwissenschaftler, Journalist und Publizist
- Jack Nathan (1910–1990), britischer Jazz- und Unterhaltungsmusiker
- Jacques Natan (Ökonom) (1902–1974), bulgarischer Wirtschaftswissenschaftler
- Jacques Nathan-Garamond (1910–2001), französischer Grafiker und Maler
- Jared Nathan (1985–2006), US-amerikanischer Schauspieler
- Joan Nathan (* 1943), US-amerikanische Kochbuchautorin
- Johannes Nathan, Schweizer Kunsthistoriker und Kunsthändler
- Joseph Martin Nathan (1867–1947), deutscher Geistlicher, Weihbischof in Olmütz
- Joshua Nathan (Turner) (* 1999), britischer Kunstturner
- Joshua Nathan (Synchronsprecher) (* 2002), deutscher Synchronsprecher
- Le Shundra Nathan (* 1968), US-amerikanische Siebenkämpferin
- Matthew Nathan (1862–1939), britischer Offizier und Kolonialbeamter
- Maud Nathan (1862–1946), US-amerikanische Suffragette und Sozialreformerin
- Max Nathan (1919–1960), deutscher Autorennfahrer
- Melissa Nathan (1968–2006), britische Schriftstellerin
- Nachmann Nathan (1813–1894), deutscher Arzt und Parlamentarier
- Otto Nathan (1893–1987), deutsch-amerikanischer Nationalökonom
- Oved Natan (1942/1943–2015), israelischer Personenschützer
- Paul Nathan (1857–1927), deutscher Sozialpolitiker
- Piotr Nathan (Piotr Nathan Sobieralski; * 1956), polnisch-deutscher Künstler
- Robert Nathan (1894–1985), US-amerikanischer Schriftsteller
- Sara Nathan (Patriotin) (1819–1882), italienische Patriotin
- Sara Nathan (Moderatorin) (* 1956), britische Radio- und TV-Moderatorin
- Sara Nathan (Journalistin) (* 1977), britische Journalistin
- Sascha Nathan (* 1977), deutscher Theaterschauspieler
- Sellapan Rama Nathan (1924–2016), singapurischer Politiker
- Steffie Schäfer-Nathan (1895–1972), deutsche Grafikerin und Illustratorin
- Syd Nathan (1904–1968), US-amerikanischer Musikproduzent
- Tobie Nathan (* 1948), französischer Psychologe, Hochschullehrer, Diplomat und Schriftsteller
- Waka Nathan (1940–2021), neuseeländischer Rugby-Union-Spieler

### Pseudonym
- Natan, Kampfname von Hernâni Coelho (* 1964), osttimoresischer Diplomat und Politiker

### Kunstfiguren
- Nathan der Weise, dramatisches Werk der Aufklärung von Gotthold Ephraim Lessing
- Nathan und seine Kinder, Jugendroman von Mirjam Pressler aus dem Jahr 2009
- Nathan Detroit, Hauptfigur des Musicals Guys and Dolls von 1950

### Geographische Objekte
- Nathan Hills, Hügelgruppe im Viktorialand, Antarktika